# 月に囚われた男
『月に囚われた男』（つきにとらわれたおとこ、英: Moon）は、2009年のイギリスのSFスリラー映画。
本作はデヴィッド・ボウイの息子であるダンカン・ジョーンズの長編映画監督としてのデビュー作であり、1970年代後半から1980年代前半のサイエンスフィクション映画の雰囲気を再現した作品である。
そのため、『サイレント・ランニング』や『エイリアン』及び『アウトランド』等へのオマージュが見られる。

## あらすじ
近未来。地球の主要エネルギー資源であるヘリウム3を採掘するルナ産業との3年契約をもうすぐ満了する宇宙飛行士サム・ベルは月の向こう側で暮らしている。それは孤独であり、衛星が破壊されたために故郷とのライブ通信が一層困難になっていた。録画メッセージがサムがやり取りできる全てである。
ありがたい事に、彼が月面で過ごす期間は終わりを告げようとしており、僅か数週間後には妻のテスと3歳の娘イヴと再会することになっている。とうとう、彼は古巣の我が家であったこの孤立した月面基地サランを去り、自律思考を備えているがどちらかと言えば複雑ではない人工知能であるガーティ越しに話していた相手に会えるだろう。
突然、サムの容態は悪化し始める。痛みを伴う頭痛に加えて幻覚や視界のぼけによって、彼はいつものように月面探査車を運転している最中に致命傷に近い事故に起こしてしまう。基地での療養中にサムは自身より若く短気な自分に遭遇する。その彼はサムがほぼ3年前に開始された契約と同じ期間を履行するためにここにいると主張した。
2人きりの月面で、基地を安定生産に戻す途上でこの「サポートクルー」と共に、何が起こっているのか、会社の目的はどこにあるのか、サムは時間と戦いながら探っていく。

## キャスト
※括弧内は日本語吹き替え
- サム・ベル - サム・ロックウェル（平田広明）
- サム・ベル（クローン） - ロビン・チョーク（平田広明）
- ガーティの声 - ケヴィン・スペイシー（石塚運昇）
- テス・ベル - ドミニク・マケリゴット（安永亜季）
- イヴ・ベル - カヤ・スコデラリオ（嶋村侑）
- トンプソン - ベネディクト・ウォン（鈴森勘司）
- オーバーマイヤーズ - マット・ベリー（英語版）（藤吉浩二）
- 技術者 - マルコム・スチュワート（鈴森勘司）

## 製作
ダンカン・ジョーンズはCM製作の経験を生かして、登場人物やセットを最小限に抑え特殊効果を安く仕上げる事で、本作を極力少ない製作予算（500万ドル）で製作し、撮影はロンドンのシェパートン・スタジオにて33日間で完了したCGよりもミニチュアを多く用いている。
劇中に登場するローバーやヘリウム3採掘ユニットは『エイリアン』の仕事で知られるビル・ピアソンのアドバイスによって作成された。また、劇中の月面基地サランは奥行27メートル幅21メートルの実寸モデルとなっている。基地を管理するガーティはストーリー進行上の理由からHAL 9000のようなビルトインタイプでもなく、R2-D2のような自走タイプでもない天井吊り下げ式という特異な形になった。
監督を務めるダンカン・ジョーンズは予ねてより月に関心を持っており、「嘗て人類が辿り着いた場所でありながら未だに謎めいた場所である月における科学とサイエンスフィクションの狭間を埋めたい」と考えていた。本作のディレクターのダンカン・ジョーンズは以下のように述べている。
「インディーズ映画とSF映画はなかなか両立しない。SF映画はしばしば巨額な制作費が必要とされ、インディーズ映画の予算で達成するのが難しいからだ。両者を共存させるのは難解なパズルを解くようなものだったが、濃密な人間関係と魅力ある宇宙空間の両方を描きたかった。そのためには登場人物を少なくして、制作費を最小限にしたかった。我々は、視聴者が夢中になるようなストーリーと、類稀なる俳優、そして数々の見事な特殊効果によって、正真正銘のSF映画を33日という制作期間と低予算（500万ドル）で製作した」

## 封切り
世界向けの配給は当初ビデオスルーされることになっていたが、サンダンス映画祭での好評を受けて、劇場公開に急遽変更された
。
本作の興行はスマッシュヒットとなり、その批評もほぼ全面的に好評である。また、NASAの科学者からも考察の対象として監督のダンカン・ジョーンズが招聘された。

## 表彰
第63回英国アカデミー賞
- 受賞 - 新人賞（監督）
- ノミネート - 英国作品賞

2009年シアトル国際映画祭
- 受賞 - 主演男優賞

2009年ナショナル・ボード・オブ・レビュー
- 受賞 - 新人監督賞

第12回英国インディペンデント映画賞
- 受賞 - インディペンデント映画賞
- 受賞 - ダグラス・ヒコックス賞(新人監督賞)
- ノミネート - 監督賞
- ノミネート - 主演男優賞
- ノミネート - 脚本賞
- ノミネート - 技術賞

2009年ロンドン映画批評家協会賞
- 受賞 - 新人賞(イギリス国内)

第36回サターン賞
- ノミネート - SF映画賞
- ノミネート - 主演男優賞

2010年ヒューゴー賞
- 受賞 - ヒューゴー賞映像部門